# IC 1738
IC 1738 — галактика типу SBb (компактна витягнута галактика) у сузір'ї Кит.
Цей об'єкт міститься в оригінальній редакції індексного каталогу.